# 陳廷長
陳廷長（1932年—2012年5月6日）是美國越南移民，前紐約卡特大酒店總裁。

## 生平
陳生於越南河靜省奇英縣，在越戰中的西貢淪陷期間成為了反共人士。在之前他曾為南越最大海運基地Vishipco Line的大股東，在南越軍抵禦越南南方民族解放阵线入侵期間，他曾動用公司的24艘商船及百多輛卡車，協助當地的美軍及居民撤離。
1975年5月，陳的家園被敵軍佔領，他也以難民身份移民到美國，而他的家人及兄弟姊妹則遭河內的共產主義政府囚禁和虐待。
陳在紐約市開始他的酒店事業，第一間是位於曼哈頓上西區的歌劇酒店（Hotel Opera），則擁有位於曼哈頓中城的卡特大酒店（Hotel Carter）及位於紐約水牛城的Lafayette酒店。
在2001年的九一一事件發生後，陳作為紐約人及前Vishipco Line總裁，即時捐出200萬美元予美國紅十字會救災。
2001年9月11日美国遭受恐怖袭击后，他从个人资金中拿出200万美元捐给美国红十字会救灾基金，2003年，美国亚裔联合会对他的行为进行了表彰。1984年埃塞俄比亚发生饥荒时，他还为埃塞俄比亚的饥饿救济组织购买了两架价值约320万美元的直升机。2005年8月，他向卡特里娜飓风的受害者捐赠了10万美元。
2004年5月，陳獲得由華盛頓DC的美國越南裔國家慶典所頒發的金火炬獎。

## 外部連結
- Tran Dinh Truong
- Benefactor Tran Dinh Truong to be honored at NAVASA Recognition Banquet
- Hotel Carter （页面存档备份，存于）
- Hotel Lafayette 照片集